# Bohumil Karel Mareš
Bohumil Karel Mareš (6. června 1851, Nové Město na Moravě – 14. listopadu 1901, Přelouč) byl český evangelický (reformovaný) farář, konsenior Čáslavského seniorátu, teolog, církevní historik, husovský editor, bibliograf, publicista, spisovatel, překladatel z němčiny a pedagog.
Narodil se do rodiny evangelického faráře Josefa Mareše (1804–1881). Studoval na gymnáziu v Těšíně a následně teologii v Basileji a ve Vídni.
Po studiích byl nejprve osobním vikářem superintendenta Jana Beneše, který se stal později jeho tchánem. Následně působil jako farář ve Džbánově (1881–1887) a Přelouči (1887–1901).
Roku 1890 vydal v Pardubicích překlad Lechlerova životopisu Jana Husa, který doplnil husovskou bibliografickou studií (v předmluvě). V rámci edice Husových listů (1891) opatřil všechny listy výkladem o okolnostech vzniku a významu. Přispíval do Ottova slovníku naučného a různých protestantských periodik (např. Hlasy ze Siona).
Byl aktivní ve straně mladočeské a podílel na se na přípravách Národopisné výstavy českoslovanské v Praze roku 1895.

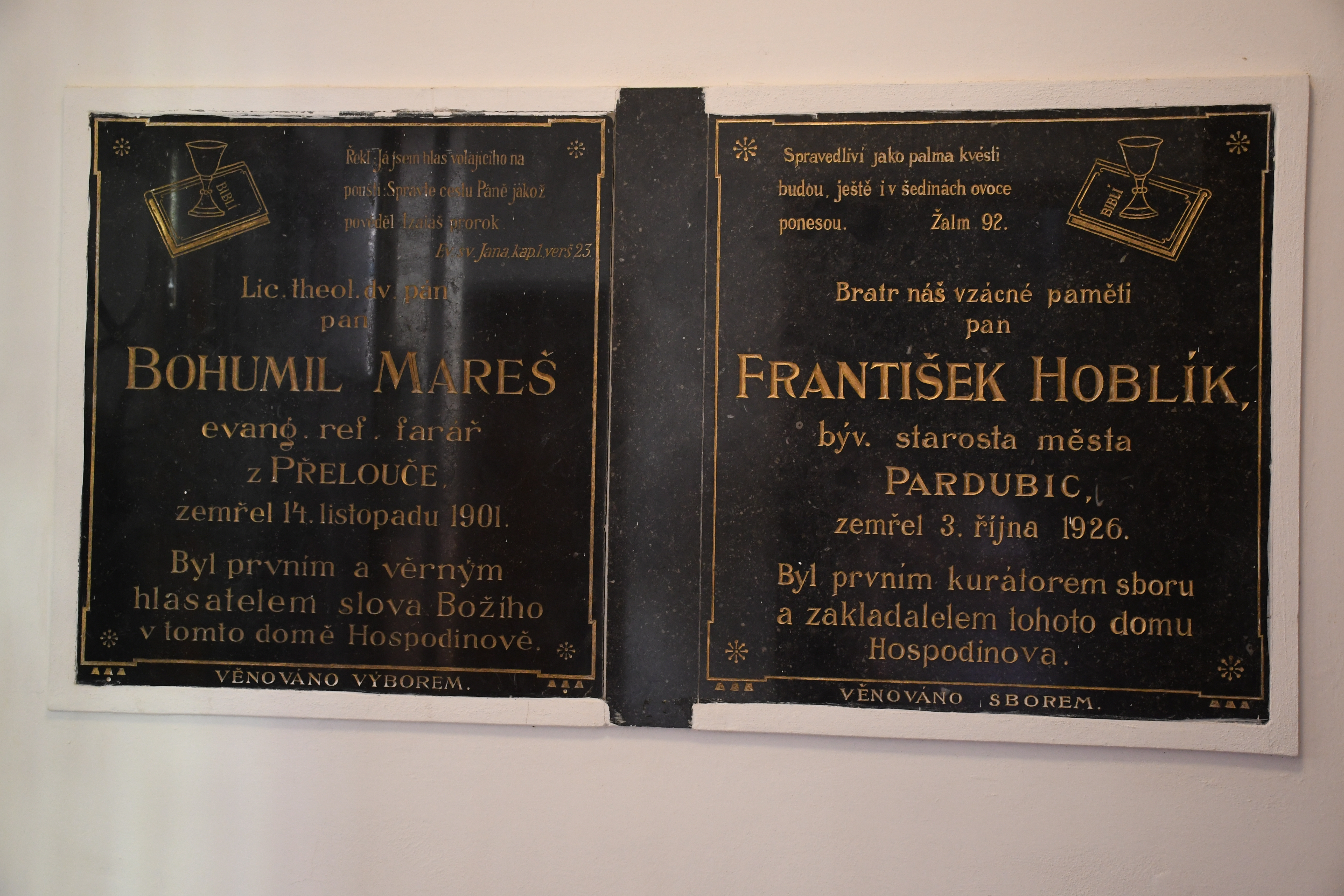
Pamětní deska v pardubickém kostele (filiálním kostele přeloučského sboru)

Záměr, aby obsadil profesorské místo na katedře reformované teologie ve Vídni, byl překažen jeho předčasnou smrtí. Dne 16. listopadu 1901 byl pohřben na evangelickém hřbitově v Přelouči.
Od roku 1881 byl ženat s Karolínou, roz. Benešovou. Jeho syn Jan (1894–1945) byl notářem.